# Kirchdorf (Berne)
Pour les articles homonymes, voir Kirchdorf.

Photo aérienne (1952)

Kirchdorf est une commune suisse du canton de Berne, située dans l'arrondissement administratif de Berne-Mittelland.
Le 1er janvier 2018, Kirchdorf absorbe les communes voisines de Gelterfingen, Mühledorf et Noflen.

## Patrimoine bâti

Ancien blason, utilisé jusqu'en 2018.

Église protestante (Ursuskirche) élevée par Abraham Dünz l'Aîné (1679).